# Goldmaske von Schipka

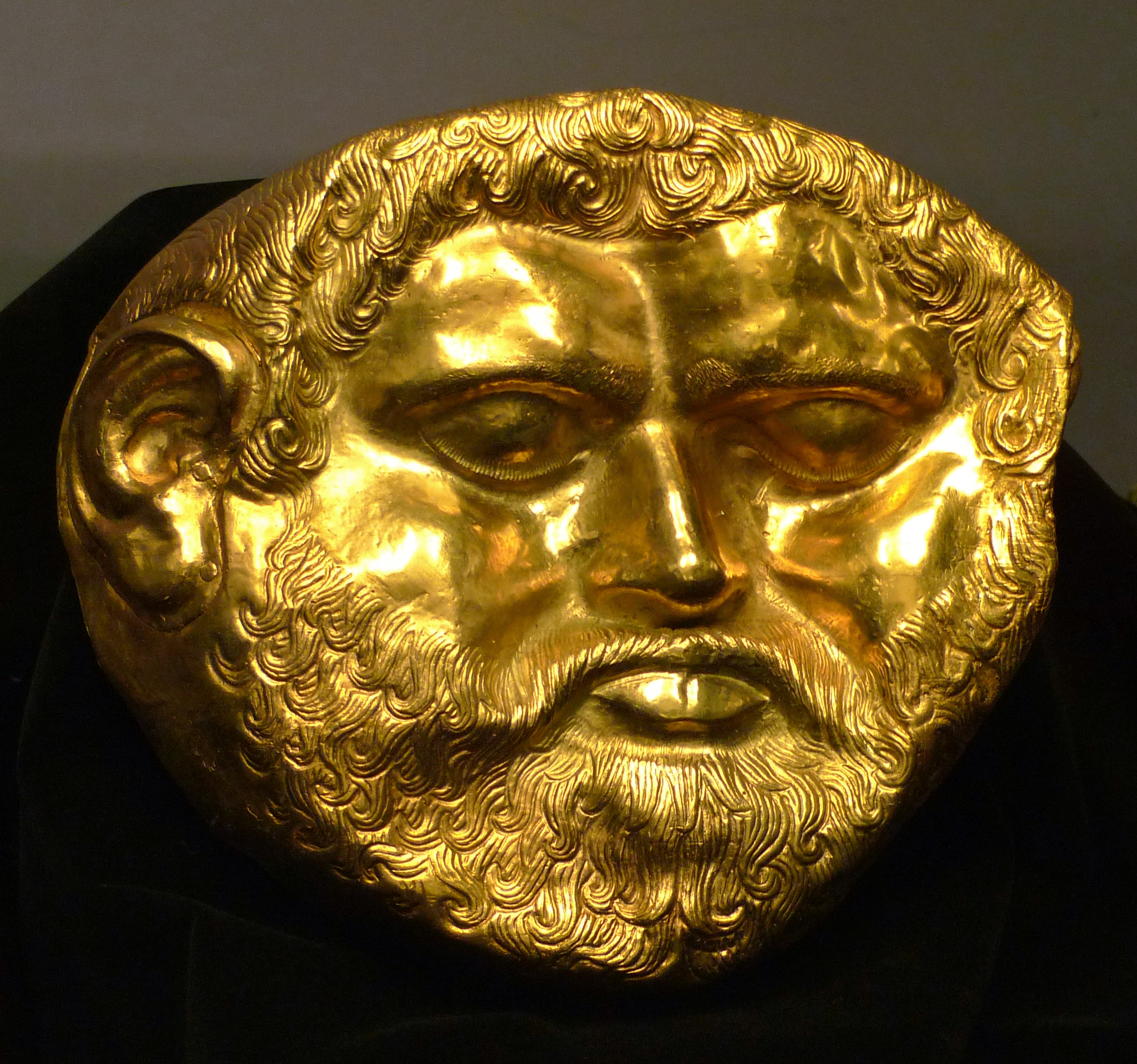
Die Maske als Exponat im Archäologischen Museum Sofia

Die Goldmaske von Schipka fanden bulgarische Archäologen 2004 in dem 2400 Jahre alten Grab eines Thrakerkönigs bei Schipka, 200 km östlich von Sofia.
Frühere Maskenfunde dieser Art waren lediglich mit einer Goldfolie überzogen, die Maske von Schipka ist aus mehr als 500 g reinem Gold. Außerdem sind aus dem Grab eine Doppelaxt, ein Schwert, riesige Amphoren vermutlich für Wein, ein goldener Ring mit dem Bild eines Ruderers und mehrere Gefäße aus Bronze und Silber geborgen worden. Nur die Reste eines männlichen Erwachsenen wurden zusammen mit der Maske gefunden, die dort positioniert war, wo der Schädel gelegen hätte, von dem angenommen wird, dass an anderer Stelle beigesetzt wurde. Die Maske soll, wie antike griechischen Autoren schrieben, während königlicher Zeremonien getragen worden sein.
Das Kunstwerk ist mit der nur 60 g schweren berühmten Goldmaske des Agamemnon aus Mykene vergleichbar. Um Schipka herum gibt es zahlreiche Grabhügel, weshalb die Archäologen der Gegend in Anlehnung an das Tal der Könige bei Luxor in Ägypten den Namen „Bulgarisches Tal der Könige“ (Tal der thrakischen Könige) gaben.
Das „Goljama Kosmatka“ (bulgarisch Голяма Косматка) genannte Grab war mit sechs Steinplatten bedeckt, von denen jede mindestens zwei Tonnen wog. Der Ausgräber Georgi Kitow vermutet, dass es sich um das Grab von König Seuthes III. handelt, der im 4. Jahrhundert v. Chr. herrschte.
Die Maske wird im Archäologischen Museum in Sofia aufbewahrt.